# 추후보도청구권
추후보도청구권 혹은 해명권이라고 하며 언론중재및피해구제등에관한법률 제17조에 규정되어 있는 권리를 말한다. 언론에 의하여 범죄혐의가 있거나 형사상의 조치를 받았다고 보도 또는 공표된 자는 그에 대한 형사절차가 무죄판결 또는 이와 동등한 형태로 종결된 때에는 그 사실을 안 날부터 3월 이내에 언론사에 이 사실에 관한 추후보도의 게재를 청구할 수 있다.

## 참고 문헌
- 홍완식, 헌법.상법 (제1과목 문제집), 예응(예응고시), 2001. ISBN 8988740459